# Сиятельные трупы
«Сиятельные трупы» (итал. Cadaveri eccellenti) — фильм режиссёра Франческо Рози 1976 года. Шёл в советском прокате.

## Сюжет
Экранизация остросоциального романа «Контекст» (итал. Il contesto) Леонардо Шаша, рассказывающего о коррупции и сращивании судебной системы с мафией. И даже мужественное противостояние честного полицейского Америго Рогаса, выступающего против сложившейся порочной системы правосудия, остающегося, по сути, один на один с судейской мафией, не меняет настроения безысходности, неуверенности и разочарования, порождаемых подобной практикой.
Вот как о работе над этой картиной отзывается кинокритик Л. Алова:

«...наконец, «Сиятельные трупы», где коррупция, уголовщина в верхних эшелонах власти становятся предметом глубокого социального анализа, Рози-художник, как и Рози-аналитик, скрупулёзен в подборе фактов, педантичен в следовании эстетике документа, дотошен в точности психологического рисунка каждой роли, главной или второстепенной. Он никогда не поступается реализмом как методом постижения истинной подоплёки сюжетов и проблем, которые он избирает для своих фильмов».

## В ролях
- Лино Вентура — инспектор Америго Рогас
- Тино Карраро — шеф полиции
- Марсель Бодзуффи — лентяй
- Паоло Боначелли — доктор Максия (озвучивал Вадим Спиридонов)
- Ален Кюни — судья Расто
- Мария Карта — мадам Крес
- Луиджи Пистилли — Кусан
- Тина Омон — проститутка
- Ренато Сальватори — комиссар полиции
- Паоло Грациози — Галано
- Анна Проклемер — жена Ночо
- Фернандо Рей — министр безопасности
- Макс фон Сюдов — президент Верховного Суда (озвучивал Олег Мокшанцев)
- Шарль Ванель — прокурор Варга
- Карло Тамберлани — архиепископ
- Коррадо Гаипа — предполагаемый мафиози
- Энрико Рагуза — монах-капуцинец
- Клаудио Никастро — генерал
- Франческо Каллари — судья Санца
- Марио Меникони — механик-гомосексуалист
- Аккурсио Ди Лео — помощник Рогаса
- Эрнесто Колли — детектив на ночном дежурстве
- Сильверио Блази — глава политической части
- Альфонсо Гатто — Ночо
- Ренато Тури — телевизионный старожил

## Признание
- Участник внеконкурсной программы 29-го Каннского кинофестиваля (1976)
- Премия «Давид ди Донателло» за лучший фильм (1976)